# Ytternäs en Vreta
Ytternäs en Vreta (Zweeds: Ytternäs och Vreta) is een tätort in de gemeente Uppsala in het landschap Uppland en de provincie Uppsala län in Zweden. Het tätort heeft 405 inwoners (2005) en een oppervlakte van 125 hectare. Eigenlijk bestaat het tätort uit twee plaatsen: Ytternäs en Vreta.